# Paraguay vid världsmästerskapen i friidrott 2023
Paraguay tävlade vid världsmästerskapen i friidrott 2023 i Budapest i Ungern mellan den 19 och 27 augusti 2023. 

## Resultat
Paraguays trupp bestod av två idrottare.

### Herrar
Gång- och löpgrenar
| Idrottare     | Gren      | Försöksheat | Försöksheat | Semifinal | Semifinal | Final    | Final     |
| Idrottare     | Gren      | Resultat    | Placering   | Resultat  | Placering | Resultat | Placering |
| ------------- | --------- | ----------- | ----------- | --------- | --------- | -------- | --------- |
| César Almirón | 200 meter | 0DNS0       | 0DNS0       | 0DNS0     | 0DNS0     | 0DNS0    | 0DNS0     |
| Derlys Ayala  | Maraton   | —           | —           | —         | —         | 0DNF0    | 0DNF0     |